# Triumfetta sampaioi
Triumfetta sampaioi är en malvaväxtart som beskrevs av Honorio da Costa Monteiro. Triumfetta sampaioi ingår i släktet triumfettor, och familjen malvaväxter. Inga underarter finns listade i Catalogue of Life.